# Kyrios (antica Grecia)
Il kyrios (in greco antico: κύριος?), nella società dell'antica Grecia, era colui che si prendeva cura delle donne. Queste non possedevano lo stato di cittadinanza e vivevano sotto il dominio maschile. Il loro "signore" era il loro padre e successivamente il loro marito. Le vedove e le orfane dipendevano da un fratello o dal loro figlio.

## In epoche successive
Il termine, che significa "signore", venne ripreso in altro senso in altre epoche della storia. Durante l'Impero bizantino, vi fu un termine alternativo utilizzato per designare Eraclio I, nella sua veste di imperatore in alcuni testi (vedi burocrazia e aristocrazia bizantine).
Il lemma kyrios è all'origine di altri termini, come il nome Cirillo derivante dal termine arabo khouria, talvolta usato per indicare la moglie del sacerdote ortodosso.